# Artémis (revue)
Pour les articles homonymes, voir Artémis (homonymie).
Artémis (arménien : Արտեմիս, en référence à la déesse grecque Artémis) est une revue littéraire féminine en langue arménienne fondée en janvier 1902 à Alexandrie par Marie Beylerian. Sa publication cesse en décembre 1903 après 20 numéros.

## Historique
Artémis est fondée par Marie Beylerian à Alexandrie et est publiée entre janvier 1902 et décembre 1903.
C'est une revue originale car elle ouvre ses colonnes à des femmes et comprend un forum de discussion pour ses lecteurs, ce qui lui vaut d'être très appréciée par des Arméniennes dans toute la diaspora et une participation en hausse de celles-ci en tant que correspondantes et contributrices. Ainsi, des Arméniennes venant de Kars, de La Nouvelle-Djoulfa, de Tiflis, de Moscou, de Paris ou encore de New York écrivent pour le journal des chroniques, souvent sur leur vie quotidienne.
Grâce à la direction solide de Marie Beylerian et sa volonté de mettre en avant les femmes arméniennes, Artémis joue un rôle important, poussant les Arméniennes à l'écriture et à l'expression. Marie Beylerian ne limite d'ailleurs pas son rôle à la direction de la revue : elle y écrit des éditoriaux, dans lesquels elle aborde des sujets, qu'elle estime centraux pour le développement de la nation arménienne, comme les droits des femmes, la maternité, l'éducation des femmes et leur place dans la vie active. Elle évoque aussi les thèmes de l'exil et de la migration forcée.

## Liste des numéros

### 1902
- n° 1, janvier 1902, [lire en ligne] ;
- n° 2, février 1902, [lire en ligne] ;
- n° 3, mars 1902, [lire en ligne] ;
- n° 4, avril 1902, [lire en ligne] ;
- n° 5-6, mai-juin 1902, [lire en ligne] ;
- n° 7-8, juillet-août 1902, [lire en ligne].

### 1903
- n° 1, janvier 1903, [lire en ligne] ;
- n° 2-3, février-mars 1903, [lire en ligne] ;
- n° 4-5, avril-mai 1903, [lire en ligne] ;
- n° 6-7, juin-juillet 1903, [lire en ligne] ;
- n° 8, août 1903, [lire en ligne] ;
- n° 9, septembre 1903, [lire en ligne] ;
- n° 10-11, octobre-novembre 1903, [lire en ligne] ;
- n° 12, décembre 1903, [lire en ligne].